# Io e i miei tre figli
Io e i miei tre figli (My Three Sons) è una serie televisiva statunitense trasmessa dal 1960 al 1972.
La serie racconta la vita di un ingegnere aeronautico vedovo, Steven Douglas (interpretato da Fred MacMurray), che deve allevare i suoi tre figli: Mike (Tim Considine), Robbie (Don Grady) e il piccolo Richard "Chip" (Stanley Livingston). Quando nel 1965 il figlio maggiore abbandona la serie sposandosi, viene adottato il piccolo Ernie (Barry Livingston), il quale si era già unito al cast nel 1963.  
La serie è considerata una pietra miliare della CBS negli anni sessanta. Con 380 episodi prodotti, è seconda solo a The Adventures of Ozzie and Harriet come sitcom familiare più longeva nella storia della televisione statunitense.

## Episodi
| Stagione            | Episodi | Prima TV USA |
| ------------------- | ------- | ------------ |
| Prima stagione      | 36      | 1960-1961    |
| Seconda stagione    | 36      | 1961-1962    |
| Terza stagione      | 39      | 1962-1963    |
| Quarta stagione     | 37      | 1963-1964    |
| Quinta stagione     | 36      | 1964-1965    |
| Sesta stagione      | 32      | 1965-1966    |
| Settima stagione    | 32      | 1966-1967    |
| Ottava stagione     | 30      | 1967-1968    |
| Nona stagione       | 28      | 1968-1969    |
| Decima stagione     | 26      | 1969-1970    |
| Undicesima stagione | 24      | 1970-1971    |
| Dodicesima stagione | 24      | 1971-1972    |

## Personaggi e interpreti

### Personaggi principali
- Steve Douglas (380 episodi, 1960-1972), interpretato da Fred MacMurray.
- Chip Douglas (380 episodi, 1960-1972), interpretato da Stanley Livingston.
- Robbie Douglas (356 episodi, 1960-1971), interpretato da Don Grady.
- zio Charley O'Casey (215 episodi, 1965-1972), interpretato da William Demarest.
- Ernie Thompson Douglas (206 episodi, 1963-1972), interpretato da Barry Livingston.
- Mike Douglas (185 episodi, 1960-1965), interpretato da Tim Considine.
- Michael Francis 'Bub' O'Casey (165 episodi, 1960-1965), interpretato da William Frawley.
- Katie Miller Douglas (133 episodi, 1966-1972), interpretata da Tina Cole.
- Barbara Harper Douglas (74 episodi, 1969-1972), interpretata da Beverly Garland.
- Dodie Harper Douglas (73 episodi, 1969-1972), interpretata da Dawn Lyn.
- Polly Williams Douglas (44 episodi, 1970-1972), interpretata da Ronne Troup.

### Personaggi secondari
- Sudsy Pfeiffer (26 episodi, 1961-1969), interpretata da Ricky Allen.
- Robbie Douglas II (16 episodi, 1970-1972), interpretato da Daniel Todd.
- Charley Douglas (16 episodi, 1970-1972), interpretato da Michael Todd.
- Steve Douglas Jr. (15 episodi, 1970-1972), interpretato da Joseph Todd.
- Sally Ann Morrison (14 episodi, 1963-1965), interpretata da Meredith MacRae.
- Bob Anderson (13 episodi, 1960-1972), interpretato da John Gallaudet.
- Hank Ferguson (11 episodi, 1961-1963), interpretato da Peter Brooks.
- Jan Dearing (9 episodi, 1964-1969), interpretato da Joan Vohs.
- Mrs. Vincent (9 episodi, 1969-1970), interpretata da Eleanor Audley.
- Jean Pearson (9 episodi, 1960-1964), interpretata da Cynthia Pepper.
- Gordon Dearing (9 episodi, 1962-1971), interpretato da Butch Patrick.
- Lorraine Miller (9 episodi, 1967-1970), interpretata da Joan Tompkins.
- Cynthia Wright (9 episodi, 1961-1971), interpretata da Ann Marshall.
- Ruth Pfeiffer (8 episodi, 1961-1963), interpretata da Olive Dunbar.
- Margaret Williams (8 episodi, 1964-1970), interpretata da Doris Singleton.

## Produzione
La serie fu prodotta da Don Fedderson Productions, Gregg-Don Inc. e MCA Television e girata a Culver City e a Los Angeles in California.
Tra i registi della serie sono accreditati: Frederick de Cordova (108 episodi, 1967-1971), James V. Kern (99 episodi, 1964-1967), Gene Reynolds (75 episodi, 1962-1964), Peter Tewksbury (37 episodi, 1960-1961), Richard Whorf (37 episodi, 1961-1963), Earl Bellamy (24 episodi, 1971-1972), James Sheldon (8 episodi, 1967).

## Distribuzione
La serie è stata trasmessa negli Stati Uniti dal 1960 al 1965 sulla ABC e dal 1965 al 1972 sulla CBS. In Italia e nella Svizzera Italiana è stata trasmessa con il titolo Io e i miei tre figli.
È stata trasmessa inoltre in Germania Ovest a partire dal 4 luglio 1962 con il titolo Meine drei Söhne e in Finlandia con il titolo Kolme poikaani.